# Renard pâle
Pour les articles homonymes, voir Renard pâle (homonymie).
Vulpes pallida
Espèce
Répartition géographique
Statut de conservation UICN

 LC  : Préoccupation mineure
Le Renard pâle (Vulpes pallida), est une espèce de renard qui vit entre le Sénégal et le Soudan en passant par le Mali, le Burkina Faso, le Bénin et le Niger. C'est l'une des espèces de renards les plus difficiles à observer.

## Description
La tête et le corps mesurent entre 40,6 et 45,5 cm tandis que la queue, longue et fournie, fait de 27,0 à 28,6 cm de long. Le Renard pâle pèse entre 1,5 et 3,6 kg. Les parties supérieures du corps sont de couleur beige sable pâle tiquetées de poils noirâtres. Les flancs sont plus pâles et les parties internes du corps sont blanches.

## Comportement
Le Renard pâle est un habitant des savanes. Il creuse de grands terriers : les tunnels mesurent dix à quinze mètres de long et s'ouvrent sur des chambres dont le sol est tapissé de végétaux séchés. C'est un renard essentiellement nocturne et grégaire : deux mâles et une femelle ont été observés vivant amicalement en captivité en 1965 et la femelle a donné naissance à une portée de quatre renardeaux durant le mois de juin.
Le régime alimentaire est composé de petits mammifères comme les rongeurs, d’œufs, de reptiles, d'oiseaux et de végétaux. Le développement des molaires suggère que les végétaux, comme les baies ou les melons sauvages, forment une grande proportion de l'alimentation.

## Sous-espèces
On dénombre à ce jour 5 sous-espèces de vulpes pallida :
- Vulpes pallida pallida
- Vulpes pallida cyrenaica
- Vulpes pallida edwardsi
- Vulpes pallida harterti
- Vulpes pallida oertzeni

## Le renard pâle dans la culture
Une divinité importante de la cosmognonie des Dogons du Mali porte son nom. Cette divinité a inspiré le roman Les Renards Pâles de Yannick Haenel. 